# Autostrada A7 (Francja)
Autostrada A7 (fr. Autoroute A7) także Autoroute du Soleil (Autostrada Słońca) – autostrada we Francji w ciągu tras europejskich E15, E80, E712 oraz E714.

## Informacje ogólne
Autostrada A7 jest jedną z głównych autostrad Francji, łączącą Lyon z Marsylią. Stanowi też część połączenia Lyonu z Hiszpanią, ponadto zapewnia połączenie stolicy Francji z południem kraju, będąc kontynuacją autostrady A6. Na prawie całej długości autostrady istnieją trzy pasy ruchu w każdą stronę. Całkowita długość autostrady wynosi 312 km, długość odcinka płatnego wynosi 258 km. Operatorem odcinka płatnego jest firma ASF.
Punkty poboru opłat (fr. Gare de péage) znajdują się na każdym z wjazdów/zjazdów oraz na obydwu końcach płatnego odcinka: Vienne na północy, Lançon-Provence na południu.

## Przebieg trasy
Autostrada rozpoczyna się w centrum Lyonu, kiedy to A6 przechodzi w A7. Następnie biegnie na południe wzdłuż doliny Rodanu, w okolicach Awinionu skręca na południowy wschód, by skończyć się w ścisłym centrum Marsylii, około 400 m od przystani promowej.

## Informacje dodatkowe
A7 wspólnie z A1 i A6 stanowi część najbardziej obciążonej transportem osi Lille – Paryż – Lyon – Marsylia. Latem na tej autostradzie tworzą się gigantyczne korki, kiedy to Francuzi licznie udają się na urlopy na Lazurowe Wybrzeże.